# Droga wojewódzka 416
Die Droga wojewódzka 416 (DW 416) ist eine 74 Kilometer lange Droga wojewódzka (Woiwodschaftsstraße) in der polnischen Woiwodschaft Opole und der Woiwodschaft Schlesien, die Krapkowice mit Krapkowice verbindet. Die Strecke liegt im Powiat Krapkowicki, im Powiat Prudnicki, im Powiat Głubczycki und im Powiat Raciborski.

## Streckenverlauf
Woiwodschaft Opole, Powiat Krapkowicki
-  Krapkowice (Krappitz) (A 4, DK 45, DW 409, DW 415, DW 423, DW 424)
-  Żywocice (Zywodczütz) (DK 45)
- Pietna (Pietna)
- Ściborowice (Stiebendorf)
- Kórnica (Körnitz)
- Nowy Dwór Prudnicki (Neuhof)

Woiwodschaft Opole, Powiat Prudnicki
- Rzepcze (Repsch)
-  Głogówek (Oberglogau) (DK 40)
- Tomice (Thomnitz)
-  Szonów (Schönau) (DW 417)

Woiwodschaft Opole, Powiat Głubczycki
-  Klisino (Gläsen) (DW 417)
- Kietlice (Kittelwitz)
- Głubczyce-Sady
-  Głubczyce (Leobschütz) (DK 38)
- Bernacice (Wernersdorf)
- Bernacice Górne (Bahnhof Wernersdorf)
- Boguchwałów (Hohndorf)
- Sucha Psina (Zauchwitz)
-  Nowa Cerekwia (Deutsch Neukirch) (DW 419)
- Kozłówki (Kösling)
-  Kietrz (Katscher) (DW 420)

Woiwodschaft Schlesien, Powiat Raciborski
- Pietrowice Wielkie (Groß Peterwitz)
-  Racibórz (Ratibor) (DK 45, DW 417, DW 915, DW 916, DW 917, DW 919, DW 923, DW 935)